# جماعر (السبرة)

تعديل مصدري - تعديل

جماعر محلة تابعة لقرية ادمات، التابعة لعزلة الابروة بمديرية السبرة إحدى مديريات محافظة إب في الجمهورية اليمنية.، بلغ تعداد سكانها 210 حسب تعداد اليمن لعام 2004.